# BBC North
BBC North (Group) es una división comercial operativa de la BBC.
También es una marca que ha sido utilizada por la BBC para significar:
- La gran región de la BBC North, centrada en Mánchester, estuvo activa desde finales de la década de 1920 hasta 1968 y se basó en una de las cuatro estaciones de transmisión de radio regionales del Reino Unido.
- La región BBC North, centrada en Leeds, que estuvo activa entre 1968 y 2004 y que se dividió para formar BBC Yorkshire y BBC Yorks & Lincs.
- El departamento operativo llamado BBC North que combinó la producción de las regiones del norte de la BBC entre 1990 y 1996.
- BBC North Group de los principales departamentos de la BBC que ya se han mudado o se están mudando de Londres a MediaCityUK en Gran Mánchester desde 2011 en adelante.

Como parte del Proyecto BBC North.

## BBC región 1920-1968

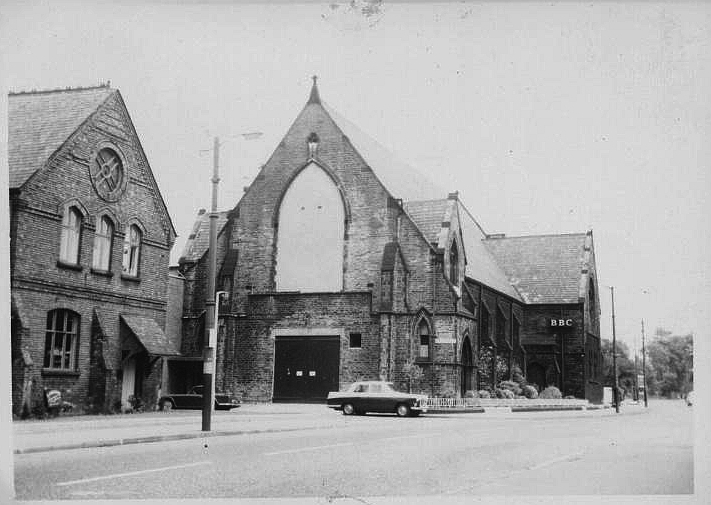
Estudios Dickenson Road, Manchester

La primera operación de BBC North fue una gran región, con sede en Mánchester y que cubría las áreas que ahora sirven a BBC North West, BBC North East y Cumbria, BBC Yorkshire y BBC Yorkshire y Lincolnshire. La radiodifusión regional se basaba principalmente en un complejo de estudios alquilado sobre un banco conocido como 'Old Broadcasting House' en Piccadilly Gardens en el centro de la ciudad de Mánchester. Estos estudios se convirtieron en la base de la producción de radio de la región en 1929. El primer estudio de televisión regional de la BBC, el estudio A, tendría su sede en otra parte de la ciudad, en una iglesia reformada en Dickenson Road en Rusholme, que abrió en 1954 después de ser propiedad de Mancunian Films y operarla.
Los boletines de noticias de televisión regionales comenzaron desde el estudio N de Piccadilly el 30 de septiembre de 1957 y sirvieron a todo el norte de Inglaterra. Dos años más tarde, la mitad norte de la región (el noreste y Cumbria) comenzó a recibir sus propios boletines de noticias de televisión de Newcastle (BBC North East y Cumbria) mientras que las dos áreas distintas a ambos lados de los Pennines continuaron recibiendo lo que finalmente se convirtió en Look Al norte de Mánchester hasta el 22 de marzo de 1968. La producción de radio regional para esta área continuó con la exclusión voluntaria de BBC Radio 4 hasta septiembre de 1980 (momento en el que se habían establecido seis estaciones de radio local de la BBC para cubrir las regiones del noroeste y Yorkshire).

## BBC región 1968-2004

### Programas
Con sede en el Broadcasting Center en Woodhouse Lane en Leeds, BBC North fue el centro de producción de la producción de televisión regional, incluido el programa de noticias nocturno Look North y la estación de radio local de la BBC BBC Radio Leeds.

### Historia

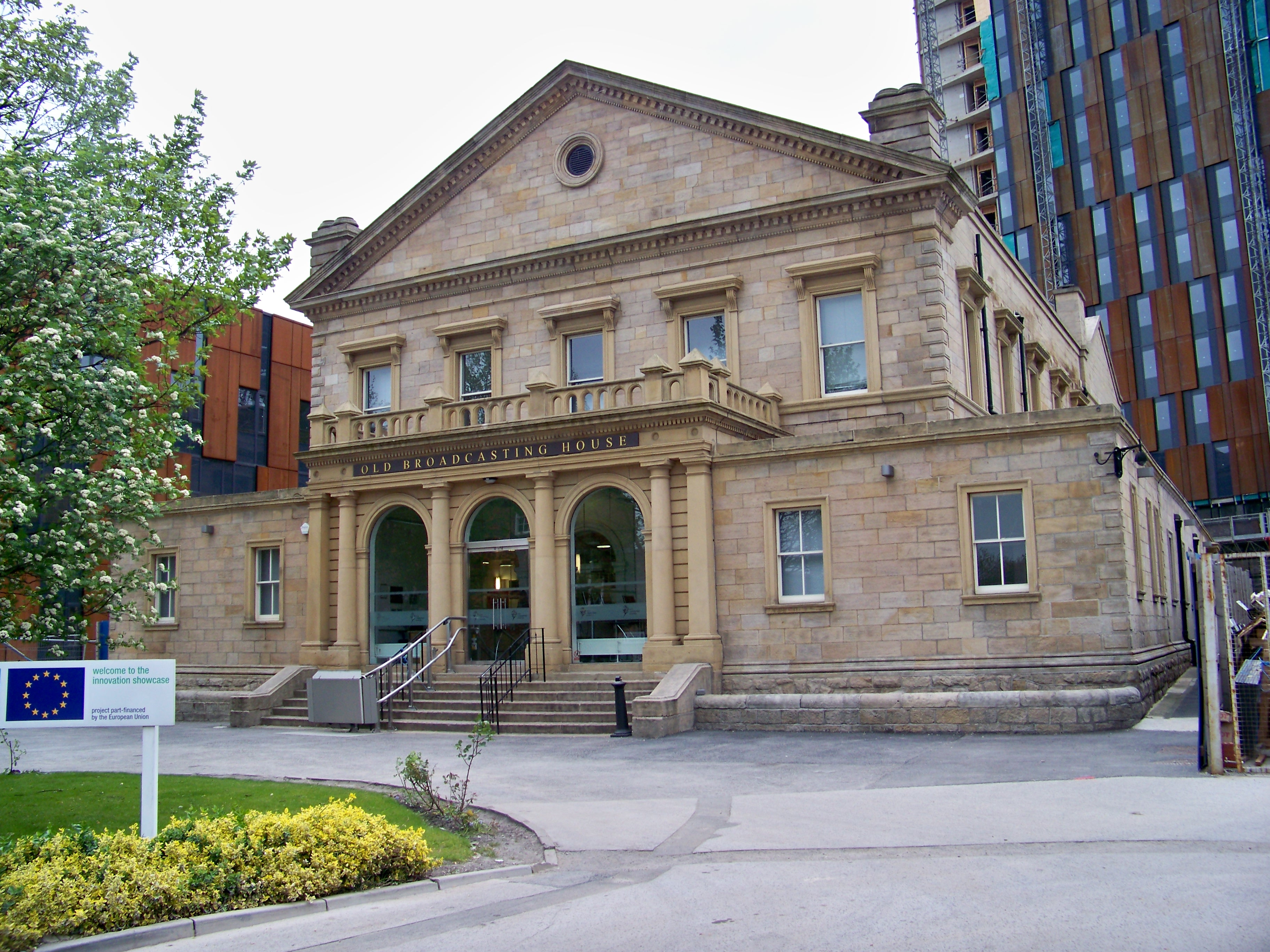
Old Broadcasting House, Leeds.

El sitio de la isla de Leeds salió al aire el 25 de marzo de 1968 como respuesta a la inminente apertura de Yorkshire Television, el nuevo contratista de ITV con sede en Leeds que presta servicios en el área al este de los Pennines, anteriormente parte del área de Granada Television. Y de manera similar a la inminente división de la ITV este-oeste de Granada-Yorkshire, la BBC dividió la antigua Región Norte (con sede en Mánchester) en BBC North West (Mánchester) y la nueva BBC North (Leeds).
Esto permitió producir una edición separada de Look North, inicialmente de All Souls en Blackman Lane, un salón de la iglesia cerca de Woodhouse Lane, utilizando equipo de un escáner OB redundante más telecine "móvil" y camionetas de procesamiento de películas (este último obtenido de BBC TV Noticias en Londres). Hasta este momento, los televidentes de la BBC aquí solo tenían la edición de Mánchester de la opción de exclusión regional para ver, al igual que en ITV, donde Granada había sido la única opción de programa de revista de noticias regional para toda el área de visualización de Lancashire y Yorkshire. El lanzamiento de Yorkshire Television cuatro meses después marcaría el lanzamiento del propio programa de noticias regional de ITV para la nueva región, Calendar.
Leeds iba a tener la tercera encarnación del programa de la BBC llamado Look North; los otros continuaron produciéndose en Newcastle, otra isla, y en Mánchester, que también era el Centro de Producción de la Red de la BBC (NPC) para el norte de Inglaterra.
En 1974 el programa se trasladó a un nuevo estudio a color equipado con cámaras EMI 2001 en el recién construido Broadcasting Center adyacente a Broadcasting House, en Woodhouse Lane, donde permaneció durante treinta años hasta que el estudio fue demolido en 2004.
Durante 2001, se introdujo un servicio de exclusión voluntaria para los espectadores en East Yorkshire y Lincolnshire, que consistía en un resumen de noticias dentro de la edición principal de las 6:30 p. m. de Look North y un boletín tardío completo durante la semana. La exclusión voluntaria de las 6:30 p. m. se amplió a un programa completo de 30 minutos en noviembre de 2002.
En junio de 2004, la región BBC North se dividió por completo para formar la región BBC Yorkshire y North Midlands y la región BBC Yorkshire y Lincolnshire. BBC Yorkshire y North Midlands tiene su sede en St. Peter's Square, Leeds, y se transmite desde Emley Moor y sus relés asociados, así como por satélite desde SES Astra 1N en 28.2 East en 10.803 GHz, SID 6441, Freesat EPG 966 a una población de alrededor de 4 millones. BBC Yorkshire y Lincolnshire tiene su sede en Queen's Court en Hull y se transmite desde Belmont y sus relés asociados, así como por satélite desde SES Astra 1N en 28.2 East en 10,788 GHz V, SID 10303, Freesat EPG 967 a alrededor de 1,7 millones.

## Operación 1990-1996
Entre 1990 y 1996, las tres regiones septentrionales de BBC North West, BBC North East y BBC North fusionaron sus departamentos de administración y gestión como medida de ahorro de costes. El nuevo servicio se centró en New Broadcasting House en Mánchester. El nuevo servicio produjo toda la programación regional y todas las regiones utilizaron la marca en pantalla de BBC North, pero aún conservó la identidad única de los programas de noticias regionales. La operación también se convirtió en jefe del Network Production Centre en Mánchester, convirtiendo a BBC North en uno de los mayores productores de cadenas de televisión fuera de Londres. Las regiones se separaron en 1996 en un intento por servir mejor a las regiones, lo que no se podía hacer solo desde Mánchester.

## BBC North Group (2004-presente)
BBC North Group es una de las ocho divisiones operativas principales de la BBC, las otras son BBC Television, BBC Radio, BBC News Group, BBC Executive Board, BBC Management Board, BBC Digital y BBC Finance & Business y comprende varias BBC departamentos (25 en total), que están ubicados y operando en el desarrollo de 200 acres (80ha) MediaCityUK construido por Peel Group, como parte del "Proyecto BBC North", también llamado "Fuera de Londres". Este grupo depende directamente de la Oficina del Director General y del BBC Trust. El grupo contiene BBC Sport, junto con CBBC, CBeebies, BBC Learning, BBC Breakfast, BBC Radio 5 Live, BBC Radio 5 Live Sports Extra, BBC Philharmonic, BBC Research & Development, BBC Digital, BBC R & D (North Lab), BBC Radio 4 (producción de programas), BBC Radio 6 Music (producción de programas), BBC Radio Manchester, centro de producción de la red BBC Manchester y BBC North West.
El proyecto comenzó en 2006 cuando la Junta de Gobernadores nombró a Salford como el lugar elegido y en 2007 la BBC Trust dio luz verde al proyecto. El anterior director general de la BBC, Mark Thompson, indicó que BBC One, BBC Two o BBC Three también podrían moverse para 2015.
La operación diaria de producción y transmisión en MediaCityUK ahora se opera como BBC North para la BBC.